# Miguel O'Gorman
Miguel O'Gorman, también llamado Michael Gorman u O'Gorman (Ennis, Irlanda, 1749 - Buenos Aires, Provincias Unidas del Río de la Plata, enero de 1819) fue un médico que tuvo importante participación en los primeros pasos de la medicina en el Virreinato del Río de la Plata, actual República Argentina.

## Biografía
Nació en Ennis, Irlanda, en 1736, hijo de Thomas O'Gorman y Mary Bakin. Estudió medicina en Paris y Reims, y revalidó su título ante el Real Protomedicato en Madrid . En 1766 ingresó como médico del Regimiento de Hibernia, y ese mismo año se le encargó la dirección de los hospitales de Galicia. Después viajó a Londres como médico al embajador español, donde aprendió inoculación de vacunas. En 1775 acompañó a su protector Alejandro O'Reilly en calidad de primer médico de la expedición a Argel.
En 1777 formó parte de la expedición del primer virrey del Río de la Plata, Pedro de Ceballos, a quien acompañó en la captura de Santa Catarina y Colonia del Sacramento. Después de la celebración de la paz con Portugal se estableció en Buenos Aires como médico personal de Ceballos y de su sucesor, Juan José de Vértiz y Salcedo.
Fue el iniciador de la vacuna antivariólica en Buenos Aires, donde administró las primeras dosis de la vacuna.
En sus últimos meses de gestión, el virrey Vértiz fundó el Protomedicato del Río de la Plata, una autoridad sanitaria suprema que también actuaba como escuela de medicina. Como protomédico de la ciudad fue nombrado O'Gorman, quien ocupó el cargo durante casi tres décadas. Resultó un conflicto con el cirujano Antonio Corbela y Fondebila, quien el protomédico del Perú, Isidro Ortega y Pimentel, nombró como teniente del Protomedicato para las provincias de Buenos Aires, Tucumán y Paraguay en 1776, siete mesas antes del establecimiento del Virreinato del Plata.
Fue quien le entregó el primer título del Real Protomedicato al asturiano Pedro José de Faya, expedido el 20 de junio de 1781, convirtiéndose así en el primer médico cirujano y odontólogo diplomado argentino.
En 1801 O'Gorman, Agustín Eusebio Fabre y Cosme Argerich, fundaron la escuela de medicina de Buenos Aires, de la cual eran ellos los únicos profesores. Reemplazaba la antigua escuela de enfermería de la Compañía de Jesús, disuelta cuando estos fueron expulsados, más de treinta años antes.
Prestó valiosa contribución en la acción sanitaria tras los combates durante las Invasiones Inglesas.
En 1810 se pronunció por la Revolución de Mayo. Donó casi toda su extensa biblioteca a la Biblioteca del Estado, fundada por Mariano Moreno y dirigida por Luis José de Chorroarín. Inspirado por el espíritu republicano de la época, suprimió la O inicial de su apellido, y firmaba simplemente Gorman; su familia no siguió la costumbre.
Fue médico de la Armada Argentina desde 1812 hasta 1815, año en que fue dado de baja por su oposición al director supremo Alvear.
Falleció en Buenos Aires el 19 de enero de 1819.